# Quách Thị Lan
Quách Thị Lan (* 18. Oktober 1995 in Thanh Hóa) ist eine vietnamesische Sprinterin und Hürdenläuferin, die sich auf die 400-Meter-Distanz spezialisiert hat. Sie siegte bei den Asienspielen sowie bei den Asienmeisterschaften und zählt damit zu den erfolgreichsten Leichtathletinnen ihres Landes.

## Sportliche Laufbahn
Erste Erfahrungen bei internationalen Wettbewerben sammelte Quách Thị Lan bei den Südostasienspielen 2013 in Naypyidaw, bei denen sie in 53,38 s die Silbermedaille im 400-Meter-Lauf hinter der Thailänderin Treewadee Yongphan gewann, wie auch im Hürdenlauf mit 58,93 s hinter Wassana Winatho aus Thailand. Zudem gewann sie auch mit der Staffel mit neuem Landesrekord von 3:36,92 min die Silbermedaille hinter Thailand. Im Jahr darauf nahm sie erstmals an den Asienspielen im südkoreanischen Incheon teil und gewann dort in 52,06 s die Silbermedaille im 400-Meter-Lauf hinter der Bahrainerin Kemi Adekoya, während sie mit der Staffel in 3:33,20 min den fünften Platz belegte. 2015 belegte sie dann bei den Südostasienspielen in Singapur in 23,98 s den vierten Platz im 200-Meter-Lauf und gewann über 400 Meter in 52,52 s die Silbermedaille hinter ihrer Landsfrau Nguyễn Thị Huyền. Zudem siegte sie mit der Staffel mit neuem Spielerekord von 3:31,46 min. 2016 gewann sie die Bronzemedaille über 400 Meter bei den Hallenasienmeisterschaften in Doha hinter der Bahrainerin Adekoya und Elina Michina aus Kasachstan. 
Bei den Leichtathletik-Asienmeisterschaften 2017 in Bhubaneswar gewann sie im 400-Meter-Lauf ursprünglich hinter der Inderin Nirmala Sheoran in 52,78 s die Silbermedaille und auch mit der Staffel gewann sie zuerst in 3:33,22 min die Silbermedaille hinter Indien. 2018 wurde jedoch die Inderin Sheoran des Dopings überführt und die Goldmedaillen an Quách und das vietnamesische Team vergeben. Über 200 Meter schied sie mit neuer Bestleistung von 23,86 s in der Vorrunde aus. Anschließend siegte sie bei den Südostasienspielen in Kuala Lumpur in 3:33,40 min mit der Staffel. 2018 nahm sie erneut an den Asienspielen in Jakarta teil und gewann dort mit neuem vietnamesischem Rekord von 55,30 s die Silbermedaille im 400-Meter-Hürdenlauf hinter Kemi Adekoya. Im Jahr darauf wurde Adekoya die Goldmedaille wegen eines Dopingvergehens aberkannt und an Quách verliehen. Über 200 Meter erreichte sie das Finale und wurde dort mit 23,77 s Achte und mit der 4-mal-400-Meter-Staffel gewann sie in 3:33,23 min die Bronzemedaille hinter den Mannschaften aus Indien und Bahrain. Im Jahr darauf siegte sie bei den Asienmeisterschaften in Doha in 56,10 s im 400-Meter-Hürdenlauf und belegte mit der Staffel in 3:37,27 min den fünften Platz. Im Dezember gewann sie bei den Südostasienspielen in Capas in 53,95 s die Bronzemedaille über 400 Meter hinter ihrer Landsfrau Nguyễn und der Thailänderin Chinenye Onuorah. Im Hürdenlauf musste sie sich in 57,39 s ebenfalls Nguyễn geschlagen geben, siegte aber mit der Frauenstaffel in 3:34,64 min sowie in der gemischten Staffel in 3:19,50 min. 2021 nahm sie dank einer Wildcard an den Olympischen Sommerspielen in Tokio teil und schied dort mit 56,78 s im Halbfinale aus. Während der Eröffnungsfeier war sie gemeinsam mit dem Schwimmer Nguyễn Huy Hoàng die Fahnenträgerin ihrer Nation.
2022 siegte sie in 56,33 s über 400 m Hürden bei den Südostasienspielen in Hanoi sowie in 3:37,99 min auch in der 4-mal-400-Meter-Staffel. Zudem gewann sie in 54,40 s die Bronzemedaille über 400 Meter hinter Nguyễn Thị Huyền und der Thailänderin Benny Nontanam und sicherte sich in der Mixed-Staffel in 3:19,37 min die Silbermedaille hinter Thailand. Im Juli startete sie bei den Weltmeisterschaften in Eugene und schied dort mit 58,84 s in der ersten Runde aus. Nach einem positiven Dopingtest wurde sie rückwirkend ab 17. Mai 2022 für 18 Monate gesperrt und verlor damit ihre Medaillen von den Südostasienspielen in Hanoi. 2025 belegte sie bei den Asienmeisterschaften in Gumi in 57,04 s den sechsten Platz über 400 m Hürden und gewann mit der Staffel in 3:34,77 min gemeinsam mit Nguyễn Thị Ngọc, Nguyễn Thị Hằng und Minh Hạnh Hoàng Thị die Silbermedaille hinter dem indischen Team.
In den Jahren 2012 und 2020 wurde Quách vietnamesische Meisterin im 400-Meter-Lauf sowie über 400 m Hürden. Zudem siegte sie 2020 auch in der Mixed-Staffel. Sie studierte an der Bac Ninh Sports University. Ihr Bruder Quách Công Lịch ist ebenfalls als Leichtathlet aktiv.

## Persönliche Bestleistungen
- 200 Meter: 23,43 s, 30. November 2018 in Hanoi
  - 200 Meter (Halle): 24,86 s, 31. Januar 2016 in Birmingham (vietnamesischer Rekord)
- 400 Meter: 52,06 s, 28. September 2014 in Incheon
  - 400 Meter (Halle): 54,87 s, 31. Januar 2016 in Birmingham
- 400 m Hürden: 55,30 s, 27. August 2018 in Jakarta (vietnamesischer Rekord)